# Manuel de Álvarez-Cuevas y Olivella
Manuel de Álvarez-Cuevas y Olivella (Barcelona, 1 de enero de 1874-Barcelona, 19 de mayo de 1930) fue un abogado y político español, concejal y teniente de alcalde del Ayuntamiento de Barcelona entre 1924 y 1930 y presidente del Comité organizador de la Exposición Internacional de Barcelona de 1929.

## Biografía
Nació en Barcelona la noche del primero de enero de 1874, en el seno de una familia perteneciente a la nobleza. Fue hijo de Juan de Álvarez-Cuevas y Fuster y de María del Carmen Olivella y Milá. A la muerte de su madre heredó la propiedad del Palacio Real de Villafranca del Panadés, en el que pasaba largas temporadas.
Se licenció en Derecho por la Universidad de Barcelona y posteriormente ejerció como abogado y procurador de los tribunales. 
Contrajo matrimonio el 9 de diciembre de 1902 en la Catedral de Barcelona con María de las Mercedes Serra y Capmany, de familia de propietarios industriales de Barcelona. De este enlace nacieron tres hijos llamados María del Carmen, Juan y Luis.   
En el Ayuntamiento de Barcelona, Manuel de Álvarez-Cuevas desarrolló distintos cargos como concejal y teniente de alcalde, destacándose su participación en la Exposición Internacional de Barcelona de 1929, de la que fue, junto al Marqués de Foronda, uno de sus más destacados impulsores como miembro de la dirección del Certamen y presidente del Comité organizador. 
Asimismo, Manuel de Álvarez-Cuevas, junto al Barón de Viver, fue uno de los representantes del Ayuntamiento en la visita del rey Alfonso XIII a la ciudad condal para la inauguración de dicha exposición, que tuvo lugar el 19 de mayo de 1929.
Sus primos tuvieron también un papel significativo en la política catalana, destacando las figuras de José de Álvarez-Cuevas y de Lacassaigne, quien fue diputado en Cortes por Barcelona; y Juan de Álvarez-Cuevas y de Sisternes, quien fue alcalde de Villafranca del Panadés entre 1925 y 1930. 
Poco después de abandonar los cargos públicos, Manuel de Álvarez-Cuevas falleció en su residencia del Ensanche de Barcelona, el 19 de mayo de 1930, a consecuencia de un cáncer de estómago.